# Млађа (ТВ серија)
Млађа (енгл. Younger) је америчка драмедијска телевизијска серија творца и продуцента Дарена Стара. Базирана је на истоименом роману из 2005. године Памеле Редмонд Сатаран. Премијера серије је била 31. марта 2015. године на каналу TV Land и добила је генерално позитивне критике критичара. Уочи премијере пете сезоне, обновљена је за шесту сезону, која је премијерно емитована 12. јуна 2019. године. У јулу 2019. године, TV Land је обновио серију за седму и финалну сезону, што је чини најдуговечнијом оригиналном серијом у историји мреже.
Сатон Фостер глуми Лајзу Милер, 40-годишњу разведену жену која своју каријеру мора да води у издавачком предузећу, претварајући се у идентитет млађе жене како би добила посао, док се њени романтични и професионални животи мере у односу на будуће догађаје. Хилари Даф, Деби Мејзар, Миријам Шор и Нико Торторела глуме у главним споредним улогама, са Моли Бернард и Питером Херманом у споредним улогама. Другу сезону, Бернардова и Херман су унапређени у главне улоге. Чарлс Мајкл Дејвис имао је споредну улогу у четвртој сезони и унапређен је у главну улогу у петој сезони.
Серија ће се преместити са канала TV Land на стриминг услугу Paramount+ са седмом и финалном сезоном која ће имати премијеру 15. априла 2021. године.

## Радња
Серија Млађа је углавном смештена у Њујорку и бележи лични и професионални живот Лајзе Милер, разведене 40-годишње жене са ћерком тинејџерком и браком који је пропао због зависности од коцкања њеног бившег супруга. Након што 26-годишњи тату уметник Џош погрешно мисли да су он и Лајза отприлике истих година, она смишља план да се представи као двадесетогодишњакиња за поновни улазак у агеистичку индустрију издаваштва, касније постајући асистент главе за маркетинг предузећа Empirical Press, Дајане Траут, и пријатељица Келси Питерс, сараднице.

## Улоге и ликови

### Главне
| Глумац             | Улога        |
| ------------------ | ------------ |
| Сатон Фостер       | Лајза Милер  |
| Деби Мејзар        | Меги Амато   |
| Миријам Шор        | Дајана Траут |
| Нико Торторела     | Џош          |
| Хилари Даф         | Келси Питерс |
| Моли Бернард       | Лорен Хелер  |
| Питер Херман       | Чарлс Брукс  |
| Чарлс Мајкл Дејвис | Зејн Андерс  |

### Споредне
| Глумац          | Улога                   |
| --------------- | ----------------------- |
| Ден Амбојер     | Тед и Чед Вебер         |
| Теса Албертсон  | Кејтлин Милер           |
| Торбјорн Хар    | Антон Бјорнберг         |
| Пол Фицџералд   | Дејвид Тејлор           |
| Џон Гарбас      | Гејб                    |
| Кети Наџими     | Дениз Хелер             |
| Мајкл Јури      | Редмонд                 |
| Ноа Робинс      | Брајс Рејгер            |
| Бен Рапапорт    | Макс Хоровиц            |
| Џеј Вилкинсон   | Колин Макникол          |
| Медер Цикел     | др Ричард Колдвел       |
| Мередит Хагнер  | Монтана Голдберг / Ејми |
| Асиф Мандви     | Џеј Малик               |
| Бјурк Мозес     | Лахлан Флин             |
| Џенифер Весфелт | Полин Тарнер-Брукс      |
| Крис Тардио     | Ензо                    |
| Фиби Дајневор   | Клер                    |
| Лора Бенати     | Квин Тајлер             |
| Свати Капила    |                         |

### Гостујуће
| Глумац          | Улога           |
| --------------- | --------------- |
| Марта Плимптон  | Черил Сусман    |
| Ричард Масар    | Едвард Л.Л. Мур |
| Камрин Манхејм  | др Џејн Вреј    |
| Лоис Смит       | Белина Лакројкс |
| Џес Џејмс Кител | Там             |

## Епизоде
| Сезона | Сезона | Епизоде | Епизоде | Оригинално емитовање | Оригинално емитовање | Оригинално емитовање |
| Сезона | Сезона | Епизоде | Епизоде | Премијера            | Финале               | Мрежа                |
| ------ | ------ | ------- | ------- | -------------------- | -------------------- | -------------------- |
|        | 1.     | 12      | 12      | 31. март 2015.       | 9. јун 2015.         |                      |
|        | 2.     | 12      | 12      | 13. јануар 2016.     | 23. март 2016.       |                      |
|        | 3.     | 12      | 12      | 28. септембар 2016.  | 14. децембар 2016.   |                      |
|        | 4.     | 12      | 12      | 28. јун 2017.        | 13. септембар 2017.  |                      |
|        | 5.     | 12      | 12      | 5. јун 2018.         | 28. август 2018.     |                      |
|        | 6.     | 12      | 12      | 12. јун 2019.        | 4. септембар 2019.   |                      |
|        | 7.     | 12      | 12      | 15. април 2021.      | н. п.                |                      |